# Faucon Flacq SC
Faucon Flacq Soccer Club w skrócie Faucon Flacq SC – maurytyjski klub piłkarski z siedzibą w mieście Centre de Flacq, grający w drugiej, a niegdyś w pierwszej lidze maurytyjskiej.

## Sukcesy
- I liga[1]:
  - mistrzostwo (5): 1949, 1954, 1955, 1957, 1958.

- Puchar Mauritiusa[2]:
  - zwycięstwo (3): 1958, 1959, 1967.

## Stadion
Domowe mecze klub rozgrywa na stadionie o nazwie Augustine Vollaire Stadium w Centre de Flacq, który może pomieścić 4000 widzów.